# Agelasta marionae
Agelasta marionae là một loài bọ cánh cứng trong họ Cerambycidae.